# Tochovice
Tochovice település Csehországban, a Příbrami járásban. Tochovice Chrást, Milín, Třebsko, Lazsko, Vrančice, Horčápsko, Starosedlský Hrádek, Tušovice, Modřovice, Těchařovice és Ostrov településekkel határos. Lakosainak száma 656 fő (2024. január 1.).

## Népesség
A település lakosságának változását az alábbi diagram mutatja:
| Lakosok száma | 866  | 893  | 863  | 636  | 607  | 565  | 684  | 674  | 626  | 656  |
|               | 1869 | 1890 | 1921 | 1950 | 1980 | 2001 | 2017 | 2019 | 2022 | 2024 |